# Erik Ribbing
Erik Ribbing, född 14 oktober 1558 i Finnekumla församling, Västergötland, död 22 oktober 1612 i Visnums församling, Värmlands län, var en svensk häradshövding, riksråd och lagman.

## Biografi
Erik Ribbing föddes 1558 på Fästered i Finnekumla församling. Han var son till mönstringsherren Sven Ribbing och Anna Gylta. Ribbing var Konung Johan III:s köksmästare 1593, blev sedan 16 mars 1594 häradshövding i Redvägs härad i Västergötland. Riksråd 27 maj 1602. Lagman i Tiohärads lagsaga 1605 och ståthållare över Västergötland och Dal 1606. Guvernör över hertig Johans furstendöme Östergötland och Dal 4 oktober 1607. Ribbing avled 1612 på Säby i Visnums församling och begravdes 21 mars 1613 i Dala kyrka.
Ribbing ägde gårdarna Stora Dala i Dala socken och Svansö i Bottnaryds socken.

### Familj
Ribbing gifte sig 13 juli 1600 på Fästered med sin broders svägerska Emerentia Gyllenstierna (-1626) som var dotter till Erik Carlsson Gyllenstierna och Carin Nilsdotter (Bielke af Åkerö). De fick tillsammans sonen kaptenen Seved Ribbing (död 1673), assessorn Erik Ribbing (1606–1665) i Svea hovrätt, landshövdingen Bengt Ribbing (1609–1653) i Jönköpings län, Anna Ribbing (död 1658) som var gift med landshövdingen Olof Stake, och Catharina Ribbing (död 1630).